# Щастный, Алексей Михайлович
Алексе́й Миха́йлович Ща́стный (4 [16] октября 1881, Житомир, Волынская губерния — 22 июня 1918, Москва) — российский военно-морской деятель, капитан 1-го ранга. Командовал Балтийским флотом во время Ледового похода 1918 года. Расстрелян 22 июня 1918 года по приговору Революционного трибунала за контрреволюционную деятельность.

## Семья

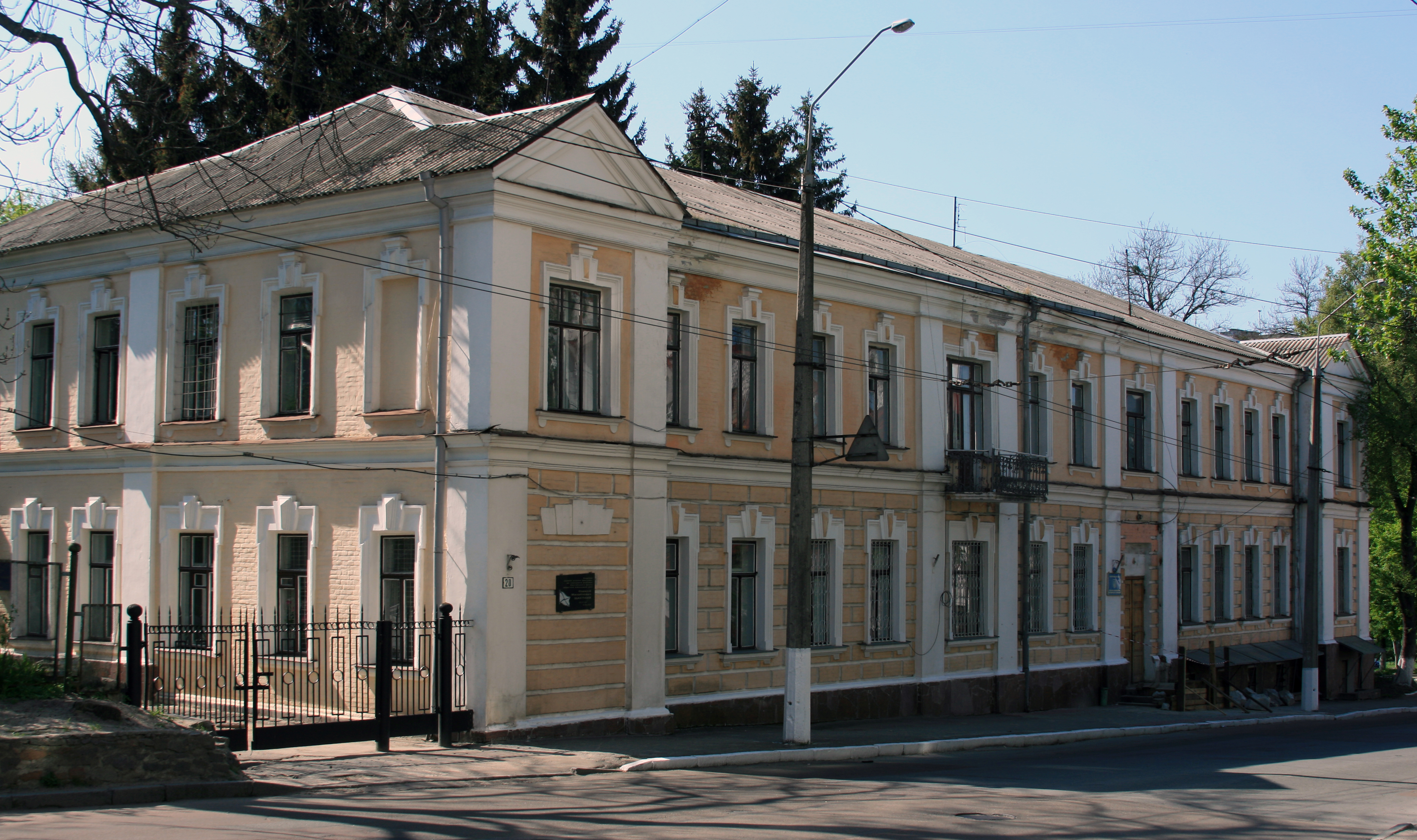
Усадьба в Житомире, в которой родился Алексей Щастный

Из потомственных дворян Волынской губернии.
- Отец — Михаил Михайлович Щастный, офицер артиллерии. С 1906 года — генерал-майор, с 1908 года в отставке с чином генерал-лейтенанта.
- Мать — Александра Константиновна, урождённая Дубровина.
- Сестра — Анна Михайловна Щастная (? — 1941), была замужем за композитором И. А. Сацем (их дочери — поэтесса Н. И. Сац и театральный режиссёр Н. И. Сац).
- Жена (с 1914 года) — Антонина Николаевна, урождённая Приемская, в первом браке Сердюкова (1881—1922). Брат жены (шурин) — Николай, горный инженер,  был директором  Сормовского завода.
  - Дочь — Галина (1913—1982).
  - Сын — Лев (1915—2002).

## Образование
В 1892—1896 годах учился во Владимирском Киевском кадетском корпусе. Окончил Морской корпус (1901, вторым по успеваемости, был в звании фельдфебеля), Минный офицерский класс (1905).

## Морской офицер
С 6 мая 1901 года — мичман. В 1901 году — офицер канонерской лодки береговой обороны «Бурун». В 1901—1902 годах — исполняющий должность (и. д.) ротного командира и вахтенный начальник крейсера 2-го ранга «Пластун». В 1903 году — вахтенный офицер эскадренного броненосца «Севастополь». В 1903—1904 годах — минный офицер мореходной канонерской лодки «Манджур». В апреле — августе 1904 года — вахтенный офицер крейсера 1-го ранга «Диана».
Участник русско-японской войны 1904—1905 годов, за военные заслуги награждён орденом Святой Анны 3-й степени с мечами и бантом. Отличился при отражении атак японских миноносцев 10—11 июня, при обстреле сухопутных войск противника 26 июня и в сражении с японским флотом в Жёлтом море 28 июля 1904 года. Командир крейсера «Диана» А. А. Ливен оценил личные качества мичмана Щастного:

своей бодростью, быстрой распорядительностью, присутствием духа … выказал боевые способности, какие трудно ожидать при его молодости… Это высокого качества боевой офицер, он и в обыкновенное время хорошо служил, но не всякий служака в мирное время оказывается и в бою на высоте призвания, как он.

После интернирования крейсера «Диана» в Сайгоне в 1904 году — отбыл в Россию.
11 апреля 1905 года произведен в чин лейтенанта. В 1905 году — младший минный офицер учебного судна «Европа», командир миноносца № 217. В 1905—1906 годах офицер морского отдела штаба Кронштадтской крепости. В 1906—1909 годах преподаватель радиотелеграфного дела Минного офицерского класса. Специалист по вопросам связи в военно-морском флоте. Один из выпускников этого класса Г. К. Граф назвал Щастного в своих мемуарах «выдающимся преподавателем». В 1906—1907 годах — старший минный офицер учебного судна «Николаев». В 1907—1909 годах — 2-й флагманский минный офицер походного штаба начальника минного учебного отряда. В 1908 году участвовал в V Всероссийском электротехническом съезде в Москве. В 1909—1912 годах — и. д. 2-го флагманского минного офицера (по радиотелеграфному делу) штаба командующего Морскими силами Балтийского моря. 6 декабря 1910 года произведен в чин старшего лейтенанта. В 1912—1914 годах — постоянный член от Морского министерства межведомственного радиотелеграфного комитета. В 1913 году был командирован на Каспийское море для выбора мест береговых радиостанций на острове Ашур-Ада и в Энзели. 14 апреля 1913 года за отличие по службе произведен в чин капитана 2-го ранга. Владел французским и английским языками.
В 1914—1916 годах — старший офицер линейного корабля «Полтава». В 1916—1917 годах — командир эскадренного миноносца «Пограничник». В феврале — мае 1917 года — штаб-офицер для поручений при штабе Командующего флотом Балтийского моря. С мая 1917 года — флаг-капитан по распорядительной части штаба Командующего флотом Балтийского моря.
С 28 июля 1917 года — капитан 1-го ранга (за отличие по службе). По инициативе Щастного на заседании Центробалта 3 сентября 1917 года было принято решение поднять на кораблях красные флаги и красные фонари в честь провозглашения России республикой.
За боевые отличия в Первой мировой войне награждён мечами к ранее полученным орденам Святого Станислава 2-й степени и Святой Анны 2-й степени.

## Во главе Балтийского флота
В Октябрьскую революцию Щастный фактически поддержал большевиков. По инициативе Щастного в ответ на приказ Временного правительства об оказании ему помощи, был дан ответ, гласивший, что штаб Балтийского флота не смог расшифровать телеграмму правительства, а всю переписку контролирует Центробалт (что не соответствовало действительности).
После прихода к власти большевиков остался на своём посту. В январе 1918 года назначен 1-м помощником начальника военного отдела Центробалта. Фактически командовал Балтийским флотом, в феврале 1918 года руководил перебазированием кораблей флота, находившихся в Ревеле, в Гельсингфорс, что спасло их от захвата немецкими войсками. Последние корабли покинули Ревель 25 февраля 1918 года — в день, когда в город вошли немцы.

### Руководство Ледовым походом

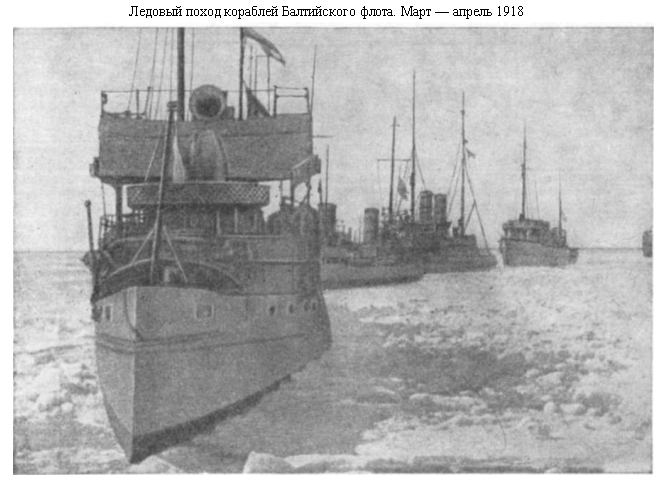

В связи с угрозой Балтийскому флоту со стороны наступающих немецких войск Щастный принял решение перевести корабли флота из Гельсингфорса в Кронштадт. Согласно Брестскому миру (статья 6), все русские корабли должны были покинуть финляндские порты, причём предусматривалось, что пока лёд не позволяет осуществить переход, на кораблях должны были оставаться лишь «незначительные команды», которые легко могли быть нейтрализованы немцами. Этот поход получил название Ледового.
20 марта 1918 года Щастный стал фактическим главой Балтийского флота.
Первоначально в сопровождении двух ледоколов вышли из Гельсингфорса 12 марта и прибыли в Кронштадт 17 марта четыре линейных корабля и три крейсера. 4 апреля из Гельсингфорса вышел второй отряд (два линкора, два крейсера, две подводные лодки), который прибыл в Кронштадт 10 апреля (исключая одну из подводных лодок, получившую повреждение и вернувшуюся в Гельсингфорс). Таким образом, крупнейшие корабли флота оказались вне опасности захвата противником.

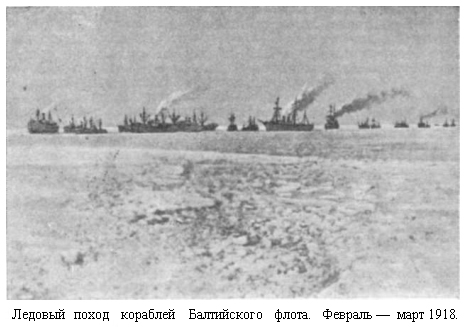

5 апреля Щастный был официально назначен начальником Морских сил (наморси) Балтийского моря (исполнял обязанности уже в марте, после смещения с этой должности А. В. Развозова, занимавшего её лишь около недели). В это время он готовил к выходу третий отряд кораблей (45 эсминцев, три миноносца, десять подводных лодок, пять минных заградителей, шесть тральщиков, одиннадцать сторожевых кораблей, 81 вспомогательное судно), который был отправлен из Гельсингфорса пятью эшелонами в период с 7 по 11 апреля. Позднее эти корабли соединились в один эшелон при поддержке четырёх ледоколов. Сам Щастный покинул Гельсингфорс на штабном корабле «Кречет» 11 апреля, когда на подступах к городу уже шли бои с наступающими немецкими войсками (город был взят 14 апреля). 5 апреля 1918 года делегация, направленная Щастным, подписала в Ханко с германским контр-адмиралом Х.-К.-А. Мойрером соглашение о невмешательстве русского флота в боевые действия в Финляндии, причем часть делегатов немцы оставили у себя до начала мая 1918 года в качестве заложников. Доктор исторических наук Кирилл Назаренко пришёл к выводу, что немцы не ставили перед своими войсками задачу захвата русских кораблей.
20 апреля третий отряд кораблей под командованием Щастного прибыл в Кронштадт. За время похода не было потеряно ни одно судно, несмотря на резкое ослабление дисциплины, связанное с революционными событиями.

## Арест большевиками и расстрел
Успешное руководство Ледовым походом подняло авторитет Щастного среди моряков. 10 мая 1918 года моряки кораблей Балтийского флота, стоявших на Неве, приняли резолюцию с требованием «всю власть по обороне и управлению Петроградским округом вручить морской диктатуре Балтийского флота». Щастный разгласил секретную телеграмму Л. Д. Троцкого и Е. А. Беренса от 21 мая 1918 года о денежном вознаграждении для лиц, которые будут взрывать и топить корабли в случае необходимости
27 мая 1918 года Щастный был арестован по личному распоряжению народного комиссара по военным и морским делам Л. Троцкого и на основании материалов, подготовленных Военным контролем: «за преступления по должности и контрреволюционные действия». Арестовали Щастного в кабинете народного комиссара.

20—21 июня был судим Революционным трибуналом при ВЦИК. Свою вину Щастный не признал. В выступлении на суде Троцкий заявил:
 «Щастный настойчиво и неуклонно углублял пропасть между флотом и Советской властью. Сея панику, он неизменно выдвигал свою кандидатуру на роль спасителя. Авангард заговора — офицерство минной дивизии — открыто выдвинуло лозунг „диктатура флота“.»
 Адвокатом Щастного был В. Жданов.

13 июня был принят декрет о восстановлении в РСФСР смертной казни. С этого момента расстрел мог применяться по приговорам революционных трибуналов. Несмотря на слабую доказательную базу обвинения, 21 июня 1918 года Щастный был приговорён к расстрелу. В одной из предсмертных записок он писал:
 В революции люди должны умирать мужественно. Перед смертью я благословляю своих детей Льва и Галину, и, когда они вырастут, прошу сказать им, что иду умирать мужественно, как подобает христианину.
Входившие на тот момент в состав Президиума ВЦИК представители левого крыла партии эсеров ходатайствовали об отмене приговора, тем не менее, большинством членов этого органа он был утверждён.
В 4 часа 40 минут 22 июня 1918 года Алексей Щастный был расстрелян в скверике Александровского военного училища, где он был под охраной латышских стрелков. Отряд, исполнивший приговор, состоял из китайцев, которые не знали, кто стоит перед ними. Поскольку было ещё темно, капитан специально держал на груди белую фуражку, чтобы они не промахнулись. Троцкий лично присутствовал при этой казни, об этом писал командовавший ими Андреевский.
По словам доктора исторических наук Кирилла Назаренко, на 2020 год нет никаких достоверных сведений об обстоятельствах расстрела и о месте захоронения тела Щастного.
В приговоре по делу говорилось:
Именем Российской Социалистической Федеративной Советской Республики Революционный трибунал при ВЦИК Советов рабочих, крестьянских, солдатских и казачьих депутатов, заслушав в открытых заседаниях своих от 20 и 21 июня 1918 года и рассмотрев дело по обвинению бывшего начальника морских сил Балтийского флота гр. Алексея Михайловича Щастного, 37 лет, признал доказанным, что он, Щастный, сознательно и явно подготовлял условия для контрреволюционного государственного переворота, стремясь своею деятельностью восстановить матросов флота и их организации против постановлений и распоряжений, утверждённых Советом Народных Комиссаров и Всероссийским Центральным Исполнительным Комитетом. С этой целью, воспользовавшись тяжким и тревожным состоянием флота, в связи с возможной необходимостью, в интересах революции, уничтожения его и кронштадтских крепостей, вёл контрреволюционную агитацию в Совете комиссаров флота и в Совете флагманов: то предъявлением в их среде провокационных документов, явно подложных, об якобы имеющемся у Советской власти секретном соглашении с немецким командованием об уничтожении флота или о сдаче его немцам, каковые подложные документы отобраны у него при обыске; то лживо внушал, что Советская власть безучастно относится к спасению флота и жертвам контрреволюционного террора; то разглашая секретные документы относительно подготовки на случай необходимости взрыва Кронштадта и флота; то ссылаясь на якобы антидемократичность утверждённого СНК и ЦИК Положения об управлении флотом, внося, вопреки этому Положению, в Совет комиссаров флота на разрешение вопросы военно-оперативного характера, стремясь этим путём снять с себя ответственность за разрешение таких вопросов; то попустительствовал своему подчинённому Зелёному в неисполнении распоряжений Советской власти, направленных к облегчению положения флота, и замедлил установление демаркационной линии в Финском заливе, не исполняя своей прямой обязанности отстранения таких подчинённых от должности; то под различными предлогами на случай намеченного им, Щастным, переворота задерживал минную дивизию в Петрограде; и всей этой деятельностью своей питал и поддерживал во флоте тревожное состояние и возможность противосоветских выступлений. Принимая во внимание, что вся эта деятельность Щастного проявлялась им в то время, когда он занимал высокий военный пост и располагал широкими правами во флоте Республики, Трибунал постановил: считая его виновным во всём изложенном, расстрелять. Приговор привести в исполнение в течение 24 часов.
По словам историка белой эмиграции Сергея Мельгунова, «капитан Щастный спас остаток русского флота в Балтийском море от сдачи немецкой эскадре и привёл его в Кронштадт. Он был обвинён, тем не менее, в измене. Обвинение было сформулировано так: „Щастный, совершая геройский подвиг, тем самым создавал себе популярность, намереваясь впоследствии использовать её против советской власти“. Главным и единственным свидетелем против Щастного выступил Троцкий. Щастный был расстрелян „за спасение Балтийского флота“».
Советская военно-историческая литература о роли Щастного во время Ледового похода не упоминала.

## Награды
- Медаль «В память русско-японской войны» (серебряная; 1906)
- Орден Святой Анны 3-й степени с мечами и бантом (18.06.1907)
- Орден Святого Станислава 2-й степени (1909)
- Медаль «В память 300-летия царствования дома Романовых» (1913)
- Офицерский крест «За Порт-Артур» (1914)
- Орден Святой Анны 2-й степени (06.12.1914)
- Медаль «В память 200-летия морского сражения при Гангуте» (1915)
  - мечи к имеющемуся ордену Святой Анны 2-й степени (31.03.1916)
  - мечи к имеющемуся ордену Святого Станислава 2-й степени (???)[источник не указан 117 дней]

знаки отличия:
- Золотой знак в память окончания курса Морского кадетского корпуса (1910)

иностранные ордена:
- Прусский орден Короны 4-го класса (1905)[14]

## Память об А. М. Щастном
- В 1990 году в газете «Известия» в статье тогдашнего помощника начальника Управления военных трибуналов В. Звягинцева был впервые поставлен вопрос о возможности пересмотра «дела Щастного». В 1995 году он был официально реабилитирован. В 2001 году в Санкт-Петербурге вышла в свет книга Е. Н. Шошкова «Наморси А. М. Щастный».
- Имя Щастного с 1992 по 2016 годы носила улица в Житомире, также есть мемориальная доска на его доме.
- В декабре 2015 года в Санкт-Петербурге на доме, в котором жил А. М. Щастный до момента своего отъезда в Москву и последующего ареста, была установлена памятная табличка в рамках проекта «Последний адрес».
- В 2017 году был снят телесериал «Троцкий». Роль Алексея Щастного сыграл Антон Хабаров.

## Документы
- Список личного состава судов флота, строевых и административных учреждений Морского ведомства. Издание Статистического отделения Главного Морского Штаба. Исправлено по 11 апреля 1916 года. — Пг., 1916. — С. 173.
- Дело командующего Балтийским флотом Щастного. — М.: Белый город, 2013. — (Русские судебные процессы). — ISBN 9-7857-7932-409-0.